# Bokšić (Tompojevci)
Bokšić je naselje u Republici Hrvatskoj, u sastavu Općine Tompojevci, Vukovarsko-srijemska županija. 

## Domovinski rat
Bokšić je za vrijeme Domovinskog rata bio okupiran, a stanovnici su pljačkani i zlostavljani sve do 16. ožujka 1992. kada su protjerani. Srpski teritorijalci su istjerali stanovnike iz kuća te ih prevezli autobusima do okupiranog Lipovca, a zatim natjerali da preko minskih polja dođu do slobodnog teritorija. U koloni je bilo oko 150 ljudi, među kojima je bilo osmero nepokretnih, jedna trudnica, djeca i starci. Hodali su satima dok ih nisu vidjeli vojnici 131. Županjske brigade. Bokšićani su sa sobom ponijeli samo ono što su mogli nositi u rukama.

## Stanovništvo
Prema popisu stanovništva iz 2011. godine, u naselju živi 126 osoba, dok je prema popisu iz 2001. godine, naselje imalo 159 stanovnika te 56 obiteljskih kućanstava.
| broj stanovnika |       |       |       |       |       |       | 2     |       | 177   | 203   | 243   | 224   | 218   | 234   | 159   | 126   | 83    |
|                 | 1857. | 1869. | 1880. | 1890. | 1900. | 1910. | 1921. | 1931. | 1948. | 1953. | 1961. | 1971. | 1981. | 1991. | 2001. | 2011. | 2021. |

## Šport
U naselju je postojao nogometni klub NK Bokšić